# 陈琼华
陈琼华（英語：Tan Kheng Hua, 1963年1月17日—）是一位新加坡华人演员。

## 生平
1963年出生于新加坡殖民地，毕业于印第安纳大学，之后返回新加坡进入演艺圈，曾经出演《瘋狂亞洲富豪》、《九层糕 (电视剧)》、《星洲档案》、《马可·波罗 (电视剧)》和《夕霧花園 (電影)》。